# MAK+
MAK+ (Mak Plus) – elektroniczny, zintegrowany system biblioteczny stworzony i rozwijany przez Instytut Książki, służący do zarządzania biblioteką i jej zbiorami. System umożliwia tworzenie elektronicznego katalogu bibliotecznego, bazy użytkowników placówki, rejestrację wypożyczeń i udostępnień zasobów oraz prowadzenie statystyki bibliotecznej; praca odbywa się poprzez przeglądarkę internetową.
Katalogowanie zbiorów bibliotecznych w systemie MAK+ odbywa się przy pomocy zawartości „Przewodnika Bibliograficznego”, z którego pobierane są rekordy bibliograficzne do lokalnej bazy biblioteki. Opisy bibliograficzne tworzone przez biblioteki są dodawane do wspólnej bazy opisów, dostępnej dla wszystkich użytkowników systemu oraz są korygowane przez zespół specjalistów z wojewódzkich i miejskich bibliotek publicznych.

## Historia i rozwój
W 2008 r. Biblioteka Narodowa przerwała prace nad systemem bibliotecznym MAK 5. W tym samym roku Instytut Książki, na zlecenie Ministra Kultury i Dziedzictwa Narodowego oraz we współpracy z Biblioteką Narodową, podjął się zainicjowania oraz realizacji projektu stworzenia nowego systemu katalogowego o nazwie MAK+. Postanowiono, że MAK+ powinien stanowić spójny, ogólnopolski system biblioteczny, umożliwiający dokonywanie poprzez Internet wszelkich operacji związanych z katalogowaniem, prezentacją oraz wypożyczaniem zasobów bibliotecznych. Postanowiono też, że struktura bibliograficznej bazy danych oparta będzie na formacie MARC 21.
W czerwcu 2009 r. rozpoczęto prace programistyczne nad aplikacją, we wrześniu 2009 r. miały miejsce pierwsze prezentacje systemu dla potencjalnych użytkowników (bibliotek). W styczniu 2010 r. miało miejsce pierwsze, testowe wdrożenie systemu MAK+. W kwietniu 2010 r. rozpoczęto pełne wdrożenia systemu na terenie całej Polski. 
Do grudnia 2010 r. wprowadzono Kartotekę Haseł Wzorcowych i tryb pracy: bibliografia, w tym bibliografia regionalna. Wprowadzono też szereg drobnych zmian i poprawek, które były wynikiem współpracy z użytkownikami systemu. Zaprezentowano wersję beta mobilnej Aplikacji Czytelnika MAK+ na urządzenia typu iPhone i iPad. Wprowadzono moderację rekordów bibliograficznych dodawanych do centralnej bazy MAK+. Dodano możliwość wymiany danych pomiędzy bibliotekami oraz z katalogiem rozproszonym Karo po protokole Z39.50.
Do września 2011 r. wprowadzono do użytku mobilną aplikację Czytelnik dla urządzeń iPhone i iPad; na mapie znajdującej się na stronie programu pojawiło się rozróżnienie bibliotek głównych i filii; w systemie MAK+ wprowadzono katalogowanie audiobooków oraz edycję rekordów z Kartoteki Haseł Wzorcowych. W 2012 roku dodano moduł Gromadzenia, wprowadzono mobilną aplikację Czytelnik pod system Android oraz wtyczkę umożliwiającą przesyłanie danych z biblioteki do Mazowieckiego Systemu Informacji Bibliotecznej.

## Architektura systemu
Sercem systemu jest serwer centralny, na który składa się serwer aplikacji i serwer baz danych. Narzędziem służącym do komunikacji pomiędzy serwerem centralnym a serwerami lokalnym jest synchronizator. Synchronizacja następuje co kilka minut i zapewnia tworzenie kopii zapasowych danych oraz aktualizacji. Synchronizator odpowiada również za aktualizację „Przewodnika Bibliograficznego”, z którego korzystają użytkownicy MAK+. Korzystanie z aplikacji przez bibliotekarzy odbywa się poprzez przeglądarkę internetową. Każdy z komputerów w bibliotece łączy się z serwerem lokalnym MAK+ i w czasie rzeczywistym, równocześnie korzysta z aplikacji.
Serwer baz danych zapewnia:
- jednolitą bazę rekordów opisów bibliograficznych;
- jednolitą bazę czytelników;
- dostęp do zasobów wszystkich bibliotek korzystających z MAK+ przez Internet.

Serwer aplikacji zapewnia:
- aktualizacje systemu;
- rozbudowę systemu;
- tworzenie kopii zapasowej danych bibliotecznych.

Lokalny serwer obsługujący konkretną bibliotekę wraz z filiami oparty jest na darmowej architekturze programowej:
- system Ubuntu Linux;
- bazę danych DB2 Express;
- serwer aplikacji WAS CE.

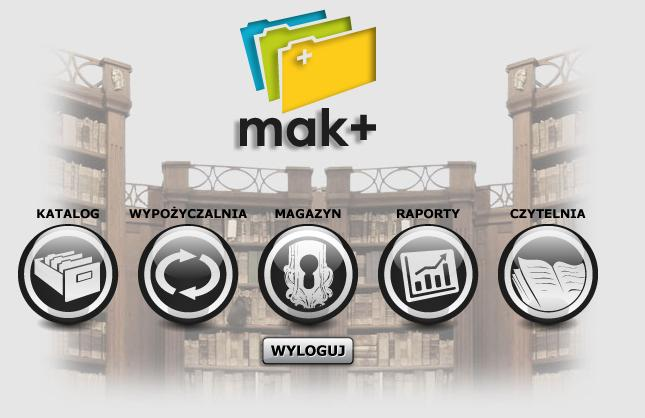
Widok główny w systemie MAK+

Aplikacja MAK+ składa się z sześciu modułów:
- Katalog – moduł oparty na centralnej bazie opisów bibliograficznych aktualizowanej na bieżąco (raz na dobę) z „Przewodnika Bibliograficznego”  Biblioteki Narodowej. Umożliwia to wyszukiwanie i pobieranie gotowych opisów bibliograficznych z „Przewodnika Bibliograficznego” do lokalnej bazy. Działając na zasadzie współkatalogowania, zapewnia użytkownikom narzędzie do samodzielnego tworzenia opisów bibliograficznych umożliwiając im wypełnienie określonej liczby pól obowiązkowych formatu MARC 21. MAK+ automatycznie kontroluje wpisywane wartości i w znacznej części uniemożliwia wprowadzanie błędnych informacji oraz zapobiega tworzeniu zdublowanych opisów w „Przewodniku Bibliograficznym”, automatycznie porównując wpisane dane z dostępnymi w bazie. Każdy nowo powstający wpis staje się automatycznie dostępny dla wszystkich użytkowników (z adnotacją, że jest to wpis tymczasowy). Utworzony wpis podlega kontroli przez wyznaczony przez Instytut Książki zespół ekspertów.
- Magazyn – narzędzie umożliwiające zarządzanie egzemplarzami:
  - rozbudowane dodawanie kolejnych egzemplarzy;
  - usuwanie źle wprowadzonych;
  - ubytkowanie (z historią ubytków);
  - wprowadzanie zmian w opisach istniejących egzemplarzy.
- Wypożyczalnia – moduł umożliwiający wypożyczanie egzemplarzy i rejestrację czytelników.
- Raporty – moduł umożliwiający generowanie raportów związanych z prowadzeniem biblioteki.
- Czytelnia – moduł umożliwiający udostępnianie egzemplarzy i rejestrację czytelników.
- Gromadzenie (dostępne od 2012 roku) – umożliwia wstępne katalogowanie księgozbioru.
- Skontrum - umożliwia przeprowadzenie zautomatyzowanej inwentaryzacji zbiorów.

## Wdrożenia i obsługa systemu
Na wdrożenie systemu składa się instalacja aplikacji (w 3-miesięcznej wersji testowej lub w pełnej wersji), konfiguracja serwera lokalnego oraz szkolenie z obsługi aplikacji. Wszystkie te czynności są dokonywane przez administratorów wojewódzkich MAK+. System jest administrowany zdalnie. Instytut Książki we współpracy z wojewódzkimi bibliotekami publicznymi cyklicznie organizuje bezpłatne warsztaty dla użytkowników aplikacji, na których osoby korzystające już z systemu MAK+ mogą poznać nowości w systemie, a nowi użytkownicy nauczyć się jego obsługi.

## Aplikacja Czytelnika MAK+ (OPAC)
Aplikacja czytelnika (OPAC) dostępna na www.szukamksiążki.pl przeznaczona jest dla czytelników bibliotek korzystających z systemu MAK+. W styczniu 2015 roku nastąpiła integracja serwisu szukamksiążki.pl z lubimyczytać.pl, polegająca na wzajemnej wymianie informacji: w serwisie lubimyczytać.pl pojawiła się możliwość wyszukiwania książek w zasobach bibliotek korzystających z MAK-a+, w serwisie szukamksiążki.pl pojawiły się opinie na temat książki użytkowników lubimyczytać.pl.
Aplikacja umożliwia:
- przeszukiwanie katalogów bibliotek korzystających z systemu MAK+;
- sprawdzanie statusów pozycji wypożyczonych w bibliotekach korzystających z MAK+, w których czytelnik jest zarejestrowany;
- rezerwowanie pozycji dostępnych w bibliotekach korzystających z MAK+, w których czytelnik jest zarejestrowany.
- sprawdzanie, jaką ocenę książka otrzymała w serwisie lubimyczytać.pl

Wersję mobilną aplikacji „Czytelnik” można bezpłatnie pobrać w App Store oraz Google Play.